# Sinnesempfindung

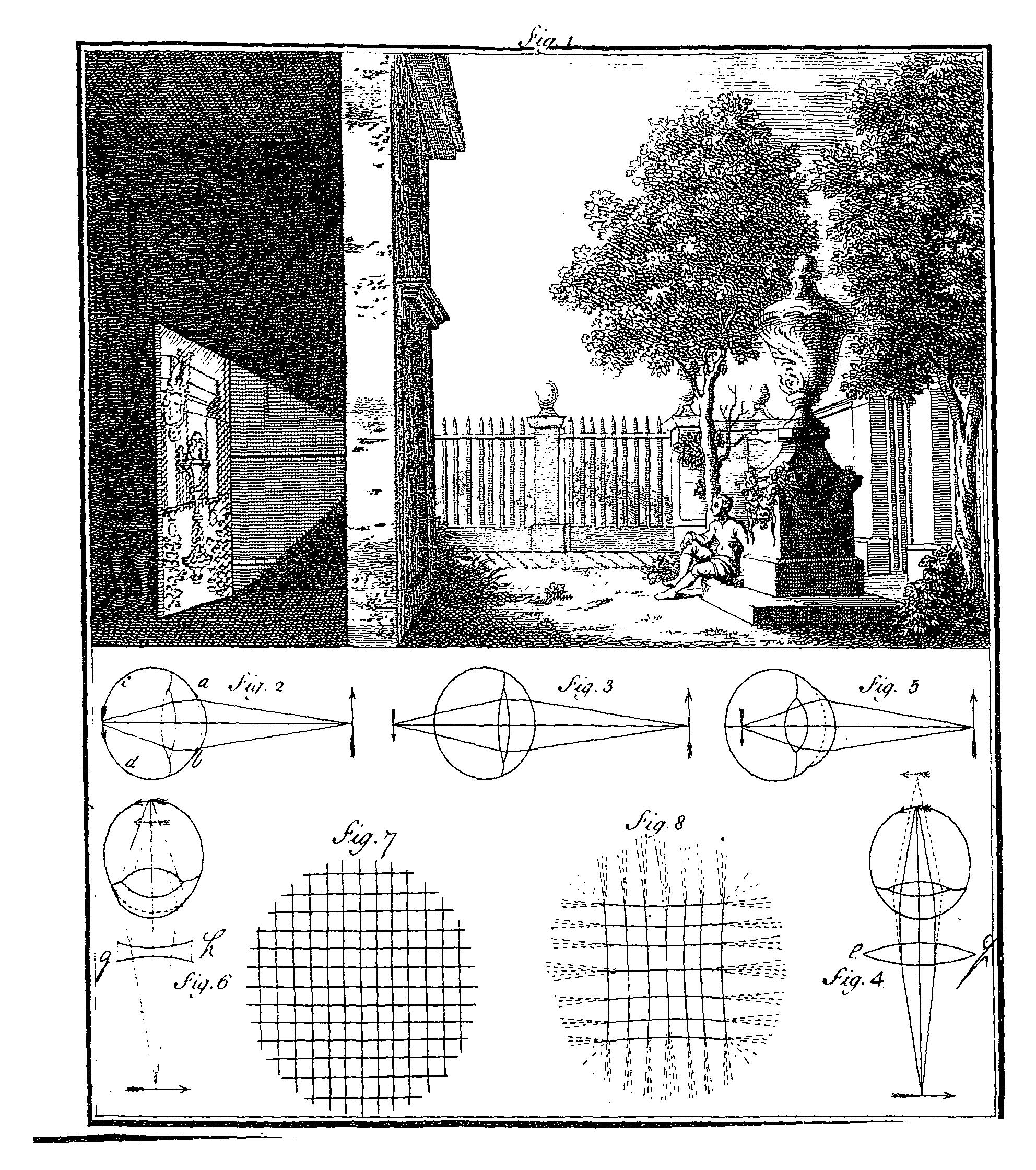
Erkenntnis und ihre theoretische Reflexion; Abbildung aus James Ayscough, A Short Account of the Eye and Nature of Vision (London, 1752), S. 30

Sinnesempfindung ist ein Begriff aus der Wahrnehmungstheorie. Bereits Immanuel Kant (1724–1804) gebrauchte den Begriff der Sinnenempfindung. Diese Theorie ist durch Ergebnisse der Hirnforschung als bestätigt anzusehen. Der Begriff erklärt sich seiner Wortzusammensetzung nach aus der Empfindung als durch Reizeinwirkung vermittels der Sinnesorgane hervorgerufener Elementarvorgang.  Die Empfindung entsteht nach neurophysiologischer Erkenntnis im Bereich der primären sensorischen Hirnareale, vergleiche auch → sensorische Projektionsfelder. Erst durch einen zweiten Schritt der Abgleichung aller Sinnesempfindungen mit bereits vorhandenen Daten kommt es zum Vorgang der Wahrnehmung. Seit Leibniz und Kant wird dieser Vorgang als Apperzeption bezeichnet. Es handelt sich dabei um eine Art von innerer ›Passkontrolle‹ (gnostische Hirnfunktionen in den sog. sekundären Assoziationszentren). Man spricht auch von sensorischer Integration. Die bereits vorhandenen Daten wurden von der Philosophie als Vorstellungsbilder bezeichnet, der Vorgang der Abgleichung als Schematismus. Es handelt sich hierbei um Gegenstände einer kritischen Erkenntnislehre.